# ویتولد سوبوچینسکی
ویتولد سوبوچینسکی (لهستانی: Witold Sobociński؛ ‏ تلفظ لهستانی: [ˈvitɔlt sɔbɔˈt͡ɕiɲskʲi]؛ زادهٔ ۱۵ اکتبر ۱۹۲۹ - ۱۹ نوامبر ۲۰۱۸) فیلم‌بردار اهل لهستان بود.
از فیلم‌ها یا مجموعه‌های تلویزیونی که وی در آن‌ها نقش داشته‌است، می‌توان به شکایت، دروازه اروپا، ماجراهای ژرار، دست‌ها بالا!، شیفت شب، جنایت در کاتمونت، خانه زنان، راه‌ها در میان شب، زندگی خانوادگی، قسمت سوم شب، عروسی، سرزمین موعود، دزدان دریایی، دیوانه‌وار، او-بی، او-با: پایان تمدن و سیلاب بهاری اشاره نمود.
او برندهٔ جوایزی همچون گلوریا آرتیس شده‌است. فرزندش پیوتر سوبوچینسکی نیز فیلمبردار سینما بود.